# Niemstów (Basses-Carpates)
Pour l’article homonyme, voir Niemstów (Basse-Silésie).
Niemstów est une localité polonaise de la gmina de Cieszanów, située dans le powiat de Lubaczów en voïvodie des Basses-Carpates.